# Heinrich Rüdiger von Ilgen
Heinrich Rüdiger von Ilgen (ur. 30 września 1654 w Petershagen niedaleko Minden, zm. 6 grudnia 1728 w Britz) – pruski polityk.
Od 1679 von Ilgen został rejentem (Regierungsrat) w Minden. Potem był wysłannikiem na rozmowy pokojowe w St.-Germain. Od 1683 był tajnym sekretarzem (Geheimer Kammersekretär) księcia elektora Fryderyka Wilhelma. Od 1693 radca dworu (Hofrat). Od 1699 członek Tajnej Rady. Postarał się by Fryderyk I Pruski został królem w Prusach w 1701 roku. Od roku 1703 był członkiem Komisji ds. stanu Domen książęcych. Ilgen zadbał o państwowy skarb. W 1705 został dyrektorem kasy państwa (Direktor der Chargenkasse), a w 1706 prezydentem rządu miasta Minden.
Od 1711 roku aż do 6 grudnia 1728 był najważniejszym ministrem stanu Królestwa Prus. Był jedynym kreatorem polityki zagranicznej Prus. Jemu Prusy zawdzięczały korzystne warunki jakie przyniósł temu krajowi pokój w Utrechcie. Ilgen zabiegał o zbliżenie z Rosją, dzięki czemu Prusy zdobyły na wrogach Rosji - Szwedach - Pomorze Przednie. Przy tym wszystkim udało mu się utrzymać niezależność polityczna od innych państw i zobowiązań wobec nich. Po śmierci Ilgena miejsce to objął Friedrich Wilhelm von Grumbkow.
W 1719 roku von Ilgen zakupił pałac Britz, gdzie dziś stoi pomnik Ilgena. Wspaniały barokowy park Gutspark Britz, (Alt-Britz 73, Neukölln) jest związany z działalnością budowlaną ministrów Ilgena i Hertzberga.

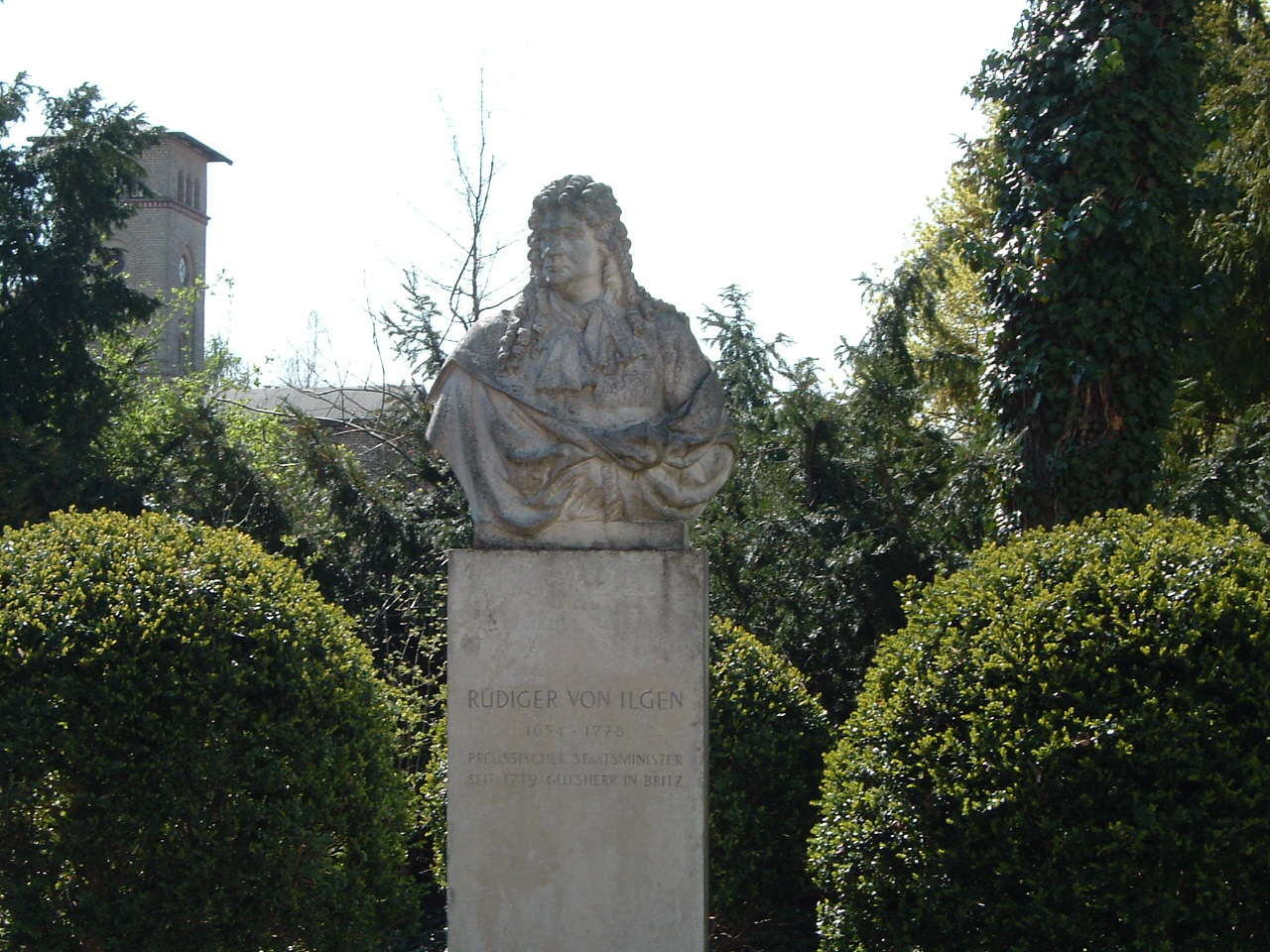
Popiersie von Ilgena w pałacu Britz